# Betygsprövning i Sverige
Betygsprövning eller prövning innebär i Sverige att en person avlägger ett prov i syfte att bekräfta en viss kunskapsnivå inom ett ämne. Skollagen och olika förordningar beskriver hur prövning ska göras i grundskola, specialskola, gymnasium och kommunal vuxenutbildning.